# Spirit of John Morgan
Spirit of John Morgan est un groupe britannique de rock, spécialisé dans le british blues

## Historique
Spirit of John Morgan a connu une petite notoriété à la fin des années 1960 et au début des années 1970, enregistrant trois albums sur le label Carnaby.
John Morgan s'installe à Saint-Tropez au début des années 1980, où il anime jusqu'à la fin 2000 les soirées du Papagayo (le restaurant situé en dessous de la discothèque).
Il participe à de nombreux festivals européens dont celui de Montreux (Suisse), avec une formation composée de Jean-Pierre Prévotat (batterie), Marc "Rocky" Demeulemeester (guitares) et Thierry "Kerassios" Varipatis (basse, contrebasse).
Plusieurs albums sont produits par Rocky durant les années 1990.
John Morgan est mort en 2007.
Mick Walker est membre de la nouvelle formation du groupe culte Titanic.

## Membres
Le groupe est composé à l'origine de :
- John Morgan (orgue, claviers, chant)
- Mick Walker (percussions, chant)
- Don Whitaker (guitare solo, chant)
- Phil Shutt (batterie)
- Phil Curtis (basse)

## Discographie
- Spirit of John Morgan : I want you / Honky tonk train blues / She’s gone / Orpheus and none for ye / The yodel / Shout for joy / Ride on / Yorkshire blues /  (Carnaby, 1969)
- Age Machine (Carnaby, 1970)
- Kaleidoscope (sous le nom de John Morgan)  (Carnaby, 1972)
- " XXIV hours in BRITTANY " (Live) 1992